# Федосова, Ирина Андреевна

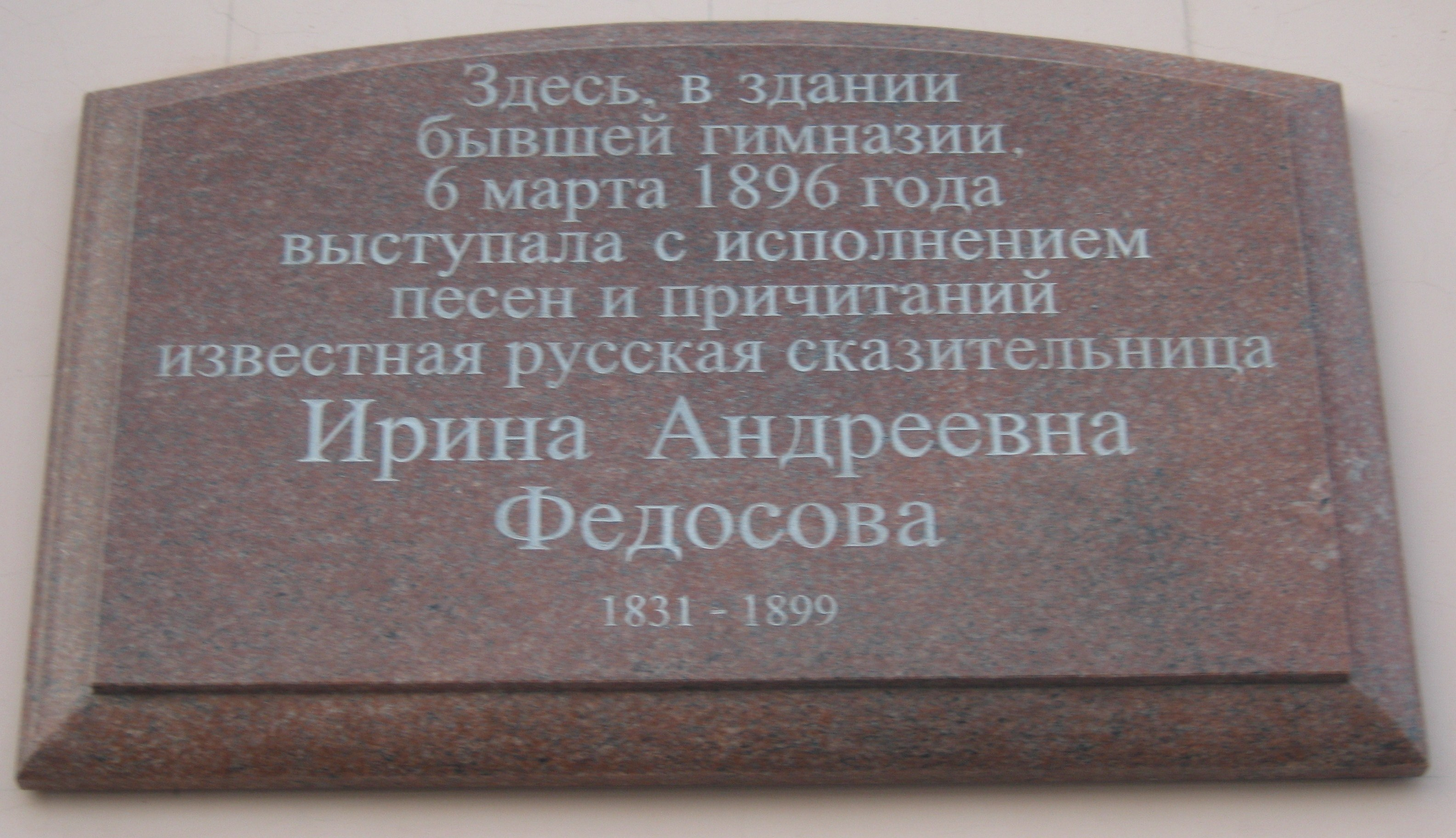
Памятная доска в Петрозаводске

Ири́на Андре́евна Федо́сова, или Федосо́ва (17 [29] апреля 1827, деревня Софроново, Олонецкая губерния — 10 [22] июля 1899, деревня Лисицыно, Олонецкая губерния) — русская народная сказительница, вопленица, исполнительница народных песен.

## Биография
Родилась в многодетной семье Андрея Ефимовича и Елены Петровны Юлиных. Начала работать в шесть лет, а в 12 лет стала подголосничать на свадьбах. В конце 1840 годов приобрела широкую известность в Заонежье как замечательная плакальщица. В 1864 году с семьёй переехала в Петрозаводск, где муж Яков Федосов приобрёл столярную мастерскую.
В 1880-х годах выступала в Москве, Петербурге, Нижнем Новгороде, Казани. С 1895 года проживала в Петербурге в квартире государственного тайного советника Т. И. Филиппова (наб. р. Мойки, 74). Весной 1899 года вернулась в Карелию.
Похоронена на кладбище при Кузарандской приходской церкви Рождества Богородицы на Юсовой Горе на берегу Онежского озера.

### Семья
Первый муж (с 1850 г.) — Пётр Трифонович Новожилов (1789—1862), вдовец, крестьянин деревни Сидорово Кузарандского общества Толвуйской волости.
Второй муж (с 1863 г.) — Яков Иванович Федосов (1825—1884), крестьянин деревни Лисицино Кузарандского общества Толвуйской волости. Воспитывали племянника—Ивана Тимофеевича Федосова, который работал подмастерьем в столярной мастерской мужа. Детей Ирина Андреевна не имела.

## Творчество
Первые фольклорные записи были сделаны от неё в 1867 году преподавателем Олонецкой духовной семинарии Елпидифором Васильевичем Барсовым и опубликованы в газете «Олонецкие губернские ведомости». Это были тексты различных жанров: десять духовных стихов, баллады «О девяти братьях-разбойниках», «Василий и Софья», «Казань-город» и былина «Чурилушка Пленкович». В конце публикации значилось: «Все напечатанные здесь „стихи“ записаны мною от Ирины Толвуйской». Но основным жанром Федосовой были причитания. В течение двух лет Е. В. Барсов записывал от исполнительницы плачи, вошедшие в трёхтомник «Причитания Северного края», признанный выдающимся событием в фольклористике и этнографии. Первая часть «Причитаний» — «Плачи похоронные, надгробные и надмогильные» — издана в 1872 г., вторая — «Плачи завоенные, рекрутские и солдатские» — в 1882 г., третья — «Свадебные причитания» — в 1885 г.
Всего фольклористами было записано более 30 000 стихов от Федосовой: плачей-поэм, причитаний, лирических песен, былин, баллад, сказок, пословиц, поговорок, исторических и духовных песен. Её записывали Е. В. Барсов, Ф. М. Истомин и Г. О. Дютш, О. Х. Агренева-Славянская.
В 1895—1896 годах состоялись выступления Федосовой в Петербурге, Москве, Нижнем Новгороде и в других городах, которые заставили говорить о «магической силе» её искусства. Организатором был учитель петрозаводской гимназии Павел Тимофеевич Виноградов, поддержанный Т. И. Филипповым, Ф. М. Истоминым и другими общественными деятелями и фольклористами. Пресса сообщила о 31 выступлении вопленицы в различных городах России, большинство которых состоялись в Петербурге и Нижнем Новгороде.
В январе 1895 года Петербурге выступала в Соляном городке, на заседании Академии наук, на заседании Археологического института, в гимназиях и частных домах, была награждена серебряной медалью «за обогащение русской народной поэзии» и дипломом Академии наук; ей были посвящены специальные заседания научных организаций.
В январе 1896 года в Москве выступила на заседании Общества любителей естествознания, антропологии и этнографии при Московском университете, где была награждена второй серебряной медалью; на заседании Московского археологического общества и в Историческом музее.
В июне 1896 года выступала в Нижнем Новгороде на Всероссийской Художественно-промышленной выставке, где её слушателями были люди из всех областей России, и она приобрела наиболее многочисленную аудиторию.
Во время поездок встречалась со многими деятелями русского искусства и литературы 1890-х годов — М. Горьким, Ф. И. Шаляпиным, Н. А. Римским-Корсаковым, М. А. Балакиревым. Её слушали крупные филологи того времени — А. Н. Веселовский, Л. Н. Майков, В. Ф. Миллер и др. Яркий портрет И. Федосовой нарисовал М. Горький в очерке «Вопленица», романе «Жизнь Клима Самгина».
В 1896 г. её голос был записан на один из первых фонографических восковых валиков, эта запись сохранилась.
Уже в XIX веке ставшие классикой, плачи Федосовой по своему художественному уровню до сих пор остались непревзойдёнными образцами народной обрядовой поэзии. Её называли «народной поэтессой», и в этом не было никакого преувеличения — её причитания были во многом «авторскими».

### Тексты, записанные от И. А. Федосовой
- Агренева-Славянская О. X. Описание русской крестьянской свадьбы: в 3 т. — Тверь, 1889.
- Барсов Е. В. Из обычаев обонежского народа // Олонецкие губернские ведомости. — 1867. — № 11-14, 16.
- Истомин Ф. М., Дютш Г. О. Песни русского народа. — СПб., 1894.
- Причитания Северного края, собранные Е. В. Барсовым: в 3 ч. (1872[6], 1882[7], 1885).
  - Причитания Северного края, собранные Е. В. Барсовым : в 2 т. / изд. подгот. Б. Е. Чистова, К. В. Чистов; отв. ред. А. М. Астахова. — СПб.: Наука, 1997.

## Награды и признание
- серебряная медаль и диплом Академии наук (1895)
- серебряная медаль и диплом (Москва, 1895)[3].

## Высказывания
- «Я грамотой неграмотна, зато памятью я памятна»[8].

## Память

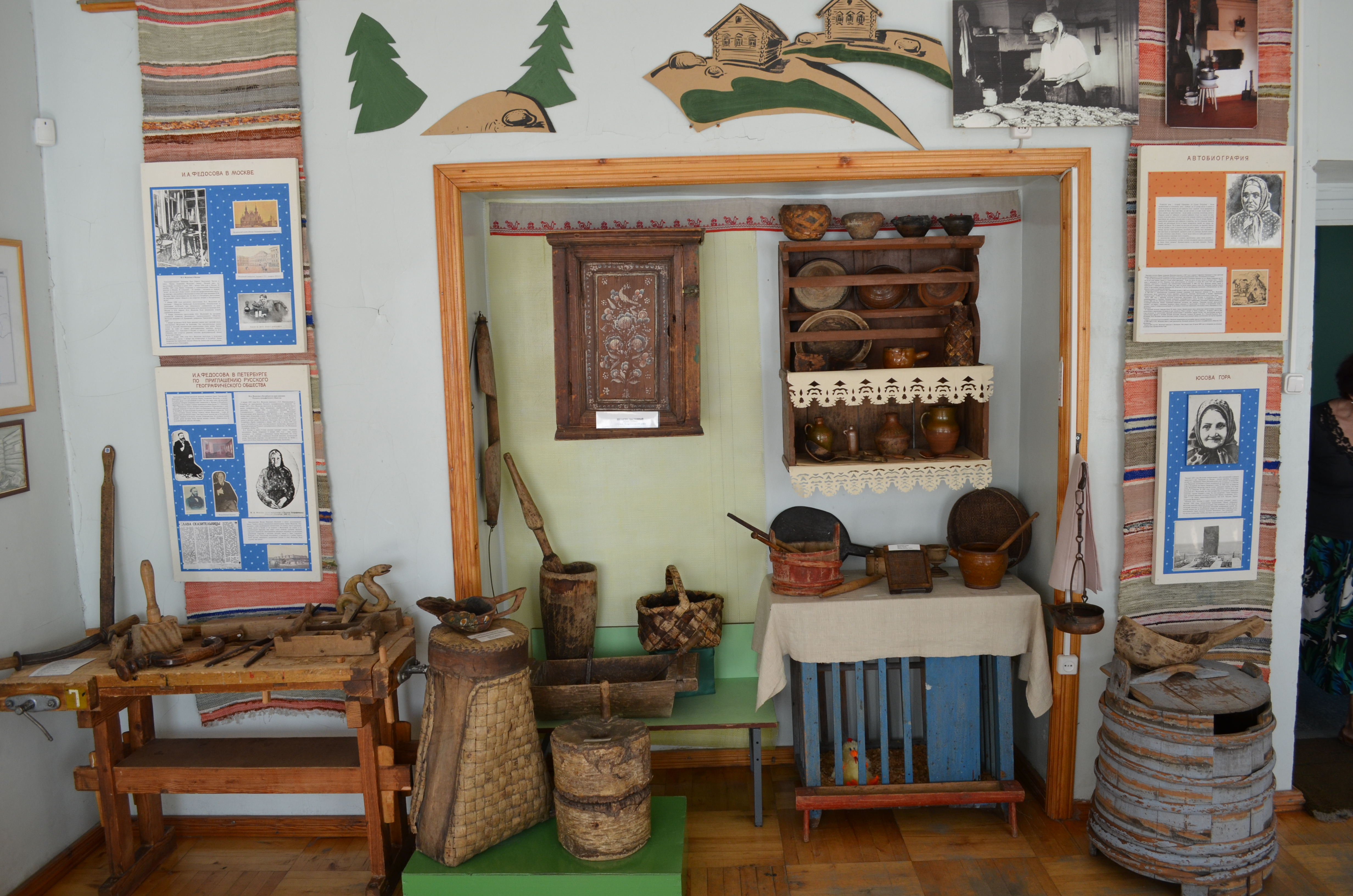
Экспозиция памяти Ирины Федосовой в Медвежьегорском музее

- На могиле И. А. Федосовой в деревне Кузаранда в 1981 году при содействии поэтов Марата Тарасова и Роберта Рождественского установлена стела с надписью: «Здесь покоится прах великой народной поэтессы Федосовой Ирины Андреевны. 1827—1899»[9].
- И. А. Федосовой посвящено стихотворение Роберта Рождественского «На Юсовой горе».
- В Петрозаводске на доме 6 по пр. Карла Маркса в честь И. А. Федосовой установлена мемориальная доска[10].
- Именем И. А. Федосовой названа улица в исторической части Петрозаводска, вблизи набережной Онежского озера[10].
- Имя И. А. Федосовой носит городская библиотека Медвежьегорска.

#### Комментарии
1. 1 2 3 4  Ныне — Медвежьегорский район, Республика Карелия, Россия
2. ↑  Ударение по источнику: Федосова : [арх. 16 июня 2022] // Большая российская энциклопедия : [в 35 т.] / гл. ред. Ю. С. Осипов. — М. : Большая российская энциклопедия, 2004—2017.
3. ↑  Ударение по источнику: Кузнецова В. П. Федосова // Карелия: энциклопедия: в 3 т. / гл. ред. А. Ф. Титов. — Петрозаводск : ИД «ПетроПресс», 2011. — Т. 3: Р — Я. — С. 203. — 384 с. — ISBN 978-5-8430-0127-8.